# 盧卡斯·道瑟
盧卡斯·道瑟（德語：Lukas Dauser，1993年6月15日—），德國體操運動員，他代表德國隊參加了日本舉行的2020年夏季奧林匹克運動會，並且在男子雙槓比賽上獲得銀牌。